# I fossili di Leonardo e il pony di Sofia
I fossili di Leonardo e il pony di Sofia: Riflessioni di un grande naturalista è un saggio di divulgazione scientifica di 
Stephen Jay Gould.
Questa raccolta di saggi mostra come grandi scoperte si celino dietro piccoli particolari, paragonando con efficacia il cammino della conoscenza umana a quello delle specie animali, un cespuglio della vita ricco di rami frondosi e ben intricato. 
L'autore riesce a farci gustare la bellezza di questo cespuglio passando dai fossili dei cavalli alla terminologia dei bivalvi, dalla dieta di Worms alle pitture del Paleolitico, dalle improbabili affinità dei vertebrati con i crostacei alla teoria della cefalizzazione, con una scioltezza da narratore navigato e mantenendo alto e vivo l'interesse per tutto il volume.

## Contenuto
Il libro si suddivide in 21 capitoli:
- Parte prima. Arte e scienza
  - 1= Il movimento verso l'alto dei fossili nella Terra viva di Leonardo, sugli inaspettati e cospicui interessi paleontologici di Leonardo da Vinci.
  - 2= La Great Western e la Fighting Temeraire, dove un pittore e un ingegnere navale discettano sui punti di contatto fra arte e scienza.
  - 3= Vedere faccia a faccia, attraverso un vetro in modo chiaro, quando scoppiò la moda dell'acquario casalingo in Inghilterra.

- Parte seconda. Biografie nell'evoluzione
  - 4= Il mollusco messo a nudo dai suoi naturalisti, anche, sul confronto fra Mendes da Costa e Linneo riguardo all'anatomia un po' osé dei molluschi bivalvi.
  - 5= Il fratello spirituale americano di Darwin, tratta del pensiero di Darwin sulla teoria della cefalizzazione di James Dwight Dana.
  - 6= Il cavalluccio di mare per tutte le corse, descrive la controversia sull'hippocampus minor fra Owen e Huxley.
  - 7= Il pony del signor Sof'ja, sull'opera poderosa di Vladimir Onufrievic Kovalevskij sull'anatomia degli erbivori ungulati e i suoi contrasti con Huxley.

- Parte terza. La preistoria umana
  - 8= I pittori del Paleolitico, sulla vexata quaestio del progresso assolutamente non lineare e crescente nel tempo dei pittori parietali del Paleolitico.
  - 9= Una lezione dagli antichi maestri, sui dipinti parietali e il cervo gigante.
  - 10= Un caso strano: una specie sola, come Homo erectus e l'Homo sapiens possono essere considerati una specie sola.

- Parte quarta. Sulla storia e la tolleranza
  - 11= Un Cerion per Cristoforo, se Cristoforo Colombo avesse preso delle conchiglie lì dove approdò, adesso sapremmo in quale isola delle Bahamas scese per prima.
  - 12= Il dodo nella corsa elettorale, dove al danno dell'estinzione di questo pacifico volatile si aggiunse la beffa della perdita dei suoi ultimi resti.
  - 13= La dieta di Worms e la defenestrazione di Praga, sui collegamenti più consistenti di quanto sembri fra questi due avvenimenti storici legati a contrasti religiosi e politici.

- Parte quinta. Fatti e teorie dell'evoluzione
  - 14= I distinti magisteri di scienza e religione, sul pensiero di Pio XII in materia di evoluzione e l'integrazione recentemente apportata da Giovanni Paolo II.
  - 15= La legge di Boyle e i particolari di Darwin, sui contrasti fra Boyle e Darwin in materia di evoluzione.
  - 16= La panzana più grossa, sulla vera storia dell'evoluzione del collo della giraffa.
  - 17= Fratellanza per inversione (ovvero, come si rivoltano i vermi), descrive una teoria ormai dimenticata sull'origine alquanto improbabile dei vertebrati, discendenti diretti dei vermi.

- Parte sesta. Percezioni diverse di verità comuni
  - 18= Guerra delle visioni del mondo, tratta della polemica fra Lowell e Wallace sulla vera natura dei canali di Marte.
  - 19= Il trionfo dei rizocefali, sull'incredibile e complesso ciclo vitale di questi poco conosciuti animali.
  - 20= Possiamo veramente conoscere accidia e ingordigia?, tratta del comportamento a noi così poco comprensibile del bradipo.
  - 21= Rovesciamento degli ordini costituiti, come in ben quattro esempi le prede si trasformano in predatori.

## Edizioni
- Stephen Jay Gould, I fossili di Leonardo e il pony di Sofia: Riflessioni di un grande naturalista, traduzione di Libero Sosio, Nuovi Saggi, il Saggiatore - Milano, 2004,  p. 448, ISBN 88-428-0843-1.